# برنامه کاوش ماه چین

نشان برنامه: هلال ماه با دو ردیف جای‌پای بشر در مرکز آن است. نماد شبیه 月، نویسهٔ چینی برای «ماه»، کوته‌نوشت «ماه» (月球) است.

برنامه کاوش ماه چین: مختصر نویسی (به چینی: zh-cn، 月)، چینی: 中国 探 月؛ پین‌یین: Zhōngguó Tànyuè)، و (به انگلیسی: Chinese Lunar Exploration Program) یا CLEP، یک برنامهٔ ماهواره‌ای چینی است که به عنوان پروژهٔ چانگ ای (چینی: 嫦娥 工程)؛ برگرفته از نام چینی الههٔ ماه نیز شناخته می‌شود، برنامه‌ای در حال انجام از مجموعه ماموریت‌های اکتشاف ماه به صورت رباتیک است که توسط سازمان ملی فضایی چین (CNSA) اداره می‌شود. این برنامه شامل استفاده از مدارگردهای ماه، فرودگر، سطح‌نورد و فضاپیمای نمونه‌آور است که با به‌کارگیری موشک‌های لانگ مارس پرتاب و اجرا می‌شود. راه‌اندازی‌ها و پروازها توسط سیستم‌های دوری‌سنجی (تله‌متری)، با استفاده از آنتن‌های رادیویی ۵۰ متری (۱۶۰ پاییِ) پیگیری و فرماندهی (TT & C)، در پکن و آنتن‌های ۴۰ متری (۱۳۰ پا) در کونمینگ، شانگهای و اورومچی نظارت می‌شوند؛ تا باهم، یک آنتن ۳۰۰۰ کیلومتری (۱۹۰۰ مایلی)(وی‌ال‌بی‌آی VLBI را تشکیل دهند. یک برنامه کاربردی ویژهٔ زمینی اختصاصاً مسئولیت دریافت داده‌های دریافتی را بر عهده دارد.
زمین‌شناس و کیهان‌شیمی‌شناس اویانگ ژیوان (Oyyang Ziyuan)، در میان نخستین کسانی بود که جانب‌داری خود را، نه تنها از بهره‌برداری از ذخایر فلزی ماه مانند تیتانیوم بیان کرد، بلکه او از ایدهٔ دسترسی به هلیم-۳، که سوخت ایدئال (غیر پرتوزا) در آینده برای نیروگاه‌های اتمی هسته‌ای است، حمایت می‌کرد. او در حال حاضر به عنوان دانشمند اصلی برنامهٔ اکتشاف ماه چین فعالیت می‌کند.
نخستین فضاپیمای این برنامه، با پرتاب مدارگرد ماه چانگ ای ۱، که از مرکز راه‌اندازی ماهواره شیچانگ در ۲۴ اکتبر ۲۰۰۷ راه‌اندازی گردید آغاز شد، که از تاریخ اولیهٔ از پیش برنامه‌ریزی شده؛ ۱۷–۱۹ آوریل ۲۰۰۷، به تأخیر افتاده بود. مدارگرد دوم، چانگ ای ۲، در ۱ اکتبر ۲۰۱۰ راه اندازی شد. چانگ ای ۳، که شامل یک سطح‌نشین و ماه‌نورد، در ۱ دسامبر ۲۰۱۳ راه‌اندازی شد و در ماه مه ۱۴ دسامبر ۲۰۱۳ با موفقیت در ماه فرود آمد. چانگ ای ۴، که شامل سطح‌نشین و ماه‌نورد بود، در ۷ دسامبر ۲۰۱۸ راه اندازی شد. همچنین یک مأموریت بازگرداندن نمونه، چانگ ای ۵، برای دسامبر ۲۰۱۹ برنامه‌ریزی شده است.
همان‌گونه که توسط نشان رسمی این برنامهٔ اکتشاف نشان داده‌شده، شکل یک هلال ماه نو خوشنویسی چینی شده با دو جای پای انسان در مرکز آن یادآور این نویسهٔ چینی؛ 月، برای «ماه»، هدف نهایی این برنامه است که راه را برای مأموریت پرواز فضایی انسان به ماه آماده می‌کند. چنین مأموریتی ممکن است در ۲۰۳۰–۲۰۲۵ رخ دهد.